# Аппель, Христиан
Христиан Аппель (нем. Christian Appel; 5 февраля 1785 — 22 января 1854) — фельдмаршал-лейтенант австрийской службы.

## Биография
Родился 5 февраля 1785 года в Банска-Бистрица.
Военную службу начал в 1798 году как простой солдат кайзеровских войск. В следующем году был назначен младшим лейтенантом.
Участвовал в кампаниях 1805, 1809 и 1812 годов, а также военных походах с 1813 до 1815 годы в чине второго ротмистра. После Битвы народов при Лейпциге был повышен до первого ротмистра. В 1822 году получил звание майора.
С 1826 года Аппель был вторым генерал-адъютантом императора Франца II, а с 1835 года — первым.
4 февраля 1834 года получил звание полковника, получив также в Вене австрийский титул фрайхерра. В 1834 году был повышен до генерал-майора.
После смерти императора Франца II Аппель по собственному желанию ушёл в отпуск и жил в Италии. Позже вернулся в военную службу и 1848 году получил звание фельдмаршал-лейтенанта, став военным комендантом в Любляне. В кампании 1849 года Христиан Аппель участвовал в качестве командующего 3-м корпусом. При этом он участвовал в битвах при Мортаре и Новаре. За заслуги в битва при Новаре в 1849 году Аппель получил орден Железной короны (большой крест), став при этом тайным советником.
Позже он вышел в отставку и переехал жить в Грац.
Умер 22 января 1854 года в Граце.

## Награды
- Награждён орденом Св. Георгия 4-й степени (№ 8139; 29 апреля 1849).
- Также награждён другими орденами, среди которых Австрийский орден Леопольда (командор).